# 阿比 (加利福尼亞州)
阿比（英語：Arbee）是位於美國加利福尼亞州科盧薩縣的一個非建制地區。該地的面積和人口皆未知。

## 地理
阿比的座標為39°12′40″N 121°59′45″W / 39.21111°N 121.99583°W，而該地的平均海拔高度為17米（即56英尺）。